# Ribbon Network
Ribbon Network（リボンネットワーク）は、日本の無料Webページスペース。

## 概要
2001年3月1日に提供が開始された無料ホスティングサービス。
同人活動に寛容であることが特徴である。
スペックその他には他社サービスとの差別化は見られない。
公式的なサポート等はあまり行われないため、Webサイトの作成に関してある程度の知識を持った中級者以上向けである。

## サービス内容

### サーバースペック
- 搭載OS:Linux
- ウェブサーバー:Apache
- 日本国内〔大阪〕設置

### 無料Webホスティング
- 無料サービスを申し込むことでサービス開始
- URLは http://(ID).?.ribbon.to/ (サブドメイン) または http://?.ribbon.to/~(ID)/ (ユーザディレクトリ)
- ディスクスペース：500MB～
- CGI (Perl・Ruby・Python・C・PHP5) が利用可能。
- .htaccessが一部(AuthConfig(AuthDBMGroupFile, AuthDBMUserFile, AuthGroupFile, AuthName, AuthDigestRealmSeed, AuthType, AuthUserFile, Require など)、Limit(Allow, Deny  and Order)、Option(Options と XBitHack)、上記グループに属するコマンドと、SetEnvIf,SetEnvIfNoCase)利用可能。
- FTPでのアップロードが可能。FTPSに対応。
- PostgreSQLが申請により利用可能。
- バナー広告が自動挿入される。(ポップアップでJwordが出る)
- 独自のクリック保証広告を設置することにより報酬を得ることができる。